# فی ذات‌الکرسی
فی ذات‌الکرسی یک ستاره است که در صورت فلکی ذات‌الکرسی قرار دارد.